# Vasco da Gama-klassen
Vasco da Gama-klassen er en fregatklasse i den Marinha Portuguesa, navngivet efter den portugisiske opdagelsesrejsende Vasco Da Gama. Klassen er en variant af det tyske MEKO 200 koncept. Klassen er den portugisiske flådes primære kampenheder. Der er bygget tre skibe i klassen, som er produceret i Kiel af værfterne Blohm & Voss samt HDW.
Produktionen af de tre fregatter blev godkendt af den portugisiske regering i 1985, fem år efter flåden anmodede om nye skibe. 60 procent de midler der skulle købe skibene blev givet af NATO. MEKO 200 konceptet er også blevet brugt af de græske, tyrkiske, australske og new zealandske flåder.
| Pennant | Navn           | Kølen lagt      | Søsat             | Indgået           | Skæbne | Kaldesignal |
| ------- | -------------- | --------------- | ----------------- | ----------------- | ------ | ----------- |
| F330    | Vasco da Gama  | 2 februar 1989  | 26 juni 1989      | 20. november 1990 | -      | CTFJ        |
| F331    | Álvares Cabral | 2 juni 1989     | 2. maj 1990       | 18. januar 1991   | -      | CTFK        |
| F332    | Corte Real     | 20 oktober 1989 | 22. november 1991 | 1. februar 1992   | -      | CTFL        |